# Oryctina eubrachioides
Oryctina eubrachioides är en tvåhjärtbladig växtart som beskrevs av J. Kuijt. Oryctina eubrachioides ingår i släktet Oryctina och familjen Loranthaceae. Inga underarter finns listade i Catalogue of Life.